# Sakiusa Navakadretia
Pas d'image ? Cliquez ici

a Compétitions nationales et continentales officielles uniquement.

Dernière mise à jour le 11 avril 2025.
Sakiusa Navakadretia, né le 3 juin 1985, est un joueur de rugby à XV fidjien évoluant au poste d'ailier.

## Biographie
Il commence le rugby professionnel lors de la saison 2011-2012 au FC Lourdes qui évolue en Fédérale 1. La saison suivante, il quitte le club pour le CA Saint-Étienne qui évolue également en Fédérale 1.
Le 7 mai 2013, il signe en faveur du club du RC Narbonne qui évolue en Pro D2. Passant cinq saisons sous le maillot orange et noir il devient un élément important de l'effectif. Malheureusement il ne parvient pas à éviter la relégation de son club à l'issue de la saison 2017-2018.
Toujours dans l'Aude il s'engage auprès de l'Aviron Gruissanais en 2019.